# Лавинная маршрутизация
Лавинная маршрутизация — один из наиболее простых способов передачи пакетов по сети, когда маршрутизатор перенаправляет полученные пакеты по всем своим непосредственным соседям, за исключением того узла, с которого он был получен. Такой метод использует пропускную способность сетевых коммуникаций крайне неоптимально, однако не требует построения таблиц маршрутизации; в некоторых ситуациях он пригоден, например, именно так сетевые мосты и коммутаторы передают кадры, обладающие неизвестной адресацией.
Ключевым преимуществом лавинной маршрутизации является обеспечение оптимальных временных издержек на доставку пакета, так как при задействовании всех возможных направлений хотя бы одно из них сведёт их к минимуму. Лавинная маршрутизация может также находить применение в недозагруженных сетях, когда высоки стандарты по времени и надёжности доставки сетевых пакетов.